# Eddyville (Kentucky)
Pour les articles homonymes, voir Eddyville.
La ville d’Eddyville est le siège du comté de Lyon, dans le Commonwealth du Kentucky, aux États-Unis. Elle comptait 2 554 habitants lors du recensement de 2010, estimée à 2 572 habitants en 2016.

## À noter
Eddyville abrite le centre pénitentiaire de l’État.

## Source
- (en) Cet article est partiellement ou en totalité issu de l’article de Wikipédia en anglais intitulé « Eddyville, Kentucky » (voir la liste des auteurs).